# Сан Андрес дел Рабанедо
Сан Андрес дел Рабанедо (шп. San Andrés del Rabanedo) град је у Шпанији у аутономној заједници Кастиља и Леон у покрајини Леон. Према процени из 2017. у граду је живело 31 470 становника.

## Становништво
Према процени, у граду је 2017. живело 31 470 становника.
| 1950. | 1986.  | 2001.  | 2007.  | 2017.  |
| ----- | ------ | ------ | ------ | ------ |
| 6.045 | 15.881 | 24.816 | 28.894 | 31.470 |